# 形状係数 (境界層流)
形状係数（けいじょうけいすう）とは、流体力学で用いられる無次元量の一つ。以下の公式で求められる。
{\displaystyle H_{12}={\frac {\delta _{1}}{\delta _{2}}},H_{23}={\frac {\delta _{2}}{\delta _{3}}},H_{31}={\frac {\delta _{3}}{\delta _{1}}}}
ただし、{\displaystyle H_{12},H_{23},H_{31}}はいずれも形状係数、{\displaystyle \delta _{1}}は排除厚、{\displaystyle \delta _{2}}は運動量厚、{\displaystyle \delta _{3}}はエネルギー厚を表す。境界層流における流速分布を分類するために有効である。